# Lei Áurea

Die Lei Áurea (1888).

Mit der Lei Áurea (portugiesisch für Goldenes Gesetz) wurde 1888 in Brasilien die Sklaverei abgeschafft.

Bereits im Jahr 1871 hatte die Lei do Ventre Livre („Gesetz des freien Bauches“) festgelegt, dass künftig von Sklavinnen geborene Kinder frei sein sollten. 1885 waren darüber hinaus in der Lei dos Sexagenários („Gesetz der Sechzigjährigen“) alle Sklaven über 60 Jahre in die Freiheit entlassen worden.

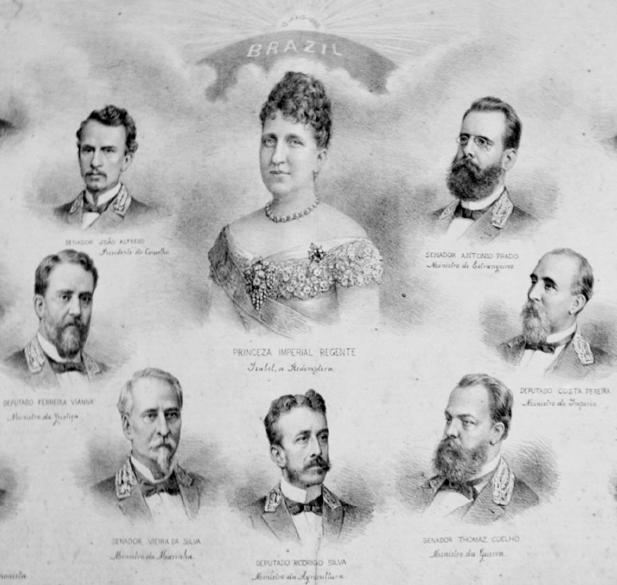
Prinzessin Isabella mit den für die Lei Áurea zuständigen Kabinettsmitgliedern, 1888

Im Brasilien der 1880er Jahre gab es eine kontroverse Diskussion um die Abschaffung der Sklaverei, nachdem bereits 1878 durch den Abgeordneten Joaquim Nabuco die „Brasilianische Gesellschaft gegen Sklaverei“ (Sociedade Antiescravidão Brasileira) gegründet worden war, die maßgeblichen Anteil an der Abschaffung der Sklaverei 1888 hatte. José do Patrocínio verfasste die Erklärung politischer Ziele und Absichten der Abolitionisten, welche 1883 als Manifesto da Confederação Abolicionista öffentlich gemacht wurde.

Liberale Politiker, die oft von freimaurerischen Idealen geprägt waren, machten sich für die Abschaffung stark. Hinzu kam die späte Unterstützung der Farmbesitzer, die vermehrt auf europäische Einwanderer als Arbeitskräfte zurückgriffen, da für diese keine Fürsorgepflicht bestand und sich die Lohnarbeit als günstiger als der Besitz von Sklaven erwies. Dies kam auch dem rassistischen Versuch der Regierung entgegen, die durch einen Prozess des branqueamento den Anteil Hellhäutiger zu erhöhen gedachte.

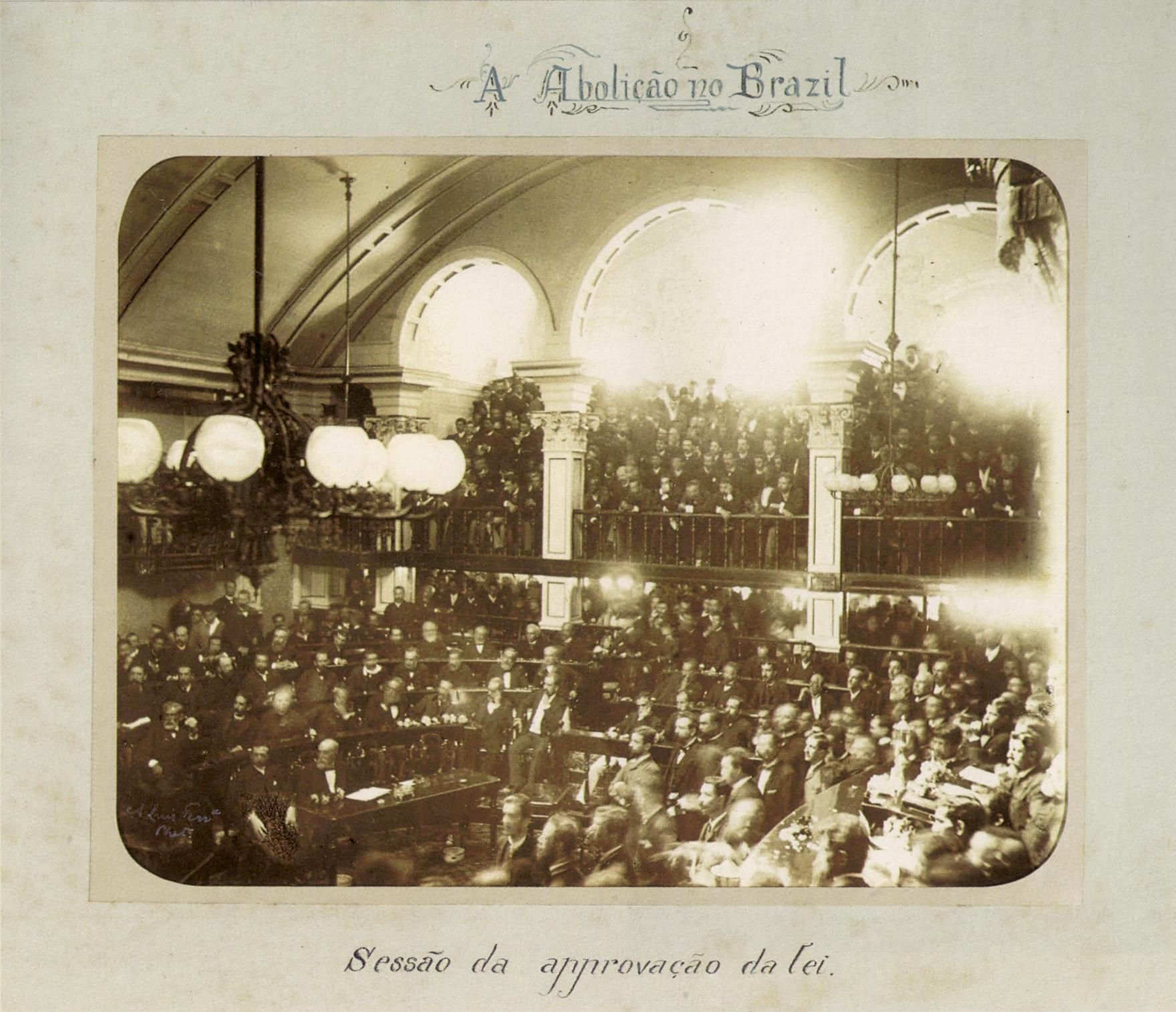
Am 12. Mai 1888 wird das Gesetz Nr. 3353 vom brasilianischen Senat angenommen.

Die Befürworter der Sklaverei kamen auch durch die zunehmende Flucht von Sklaven unter Druck. Entlaufene Sklaven sammelten sich in sogenannten Quilombos, in denen sie zusammenlebten und Angriffe auf Farmen vorbereiteten. Die Armee war in dieser Zeit zumeist damit beschäftigt, entlaufene Sklaven einzufangen und ihren Besitzern zurückzubringen. 
Alle diese Schwierigkeiten führten 1888 dazu, dass die Abolitionisten die Oberhand gewannen und die Sklaverei abgeschafft wurde. 
Der Text der Lei Áurea wurde von Landwirtschaftsminister Rodrigo Augusto da Silva verfasst. Die Lei Áurea bestand aus nur zwei Artikeln:
Artikel 1: Es wird verkündet, dass ab dem Datum dieses Gesetzes die Sklaverei in Brasilien erloschen ist.
Artikel 2: Alle gegenteiligen Verfügungen werden aufgehoben.
Am 12. Mai 1888 nahm der brasilianische Senat das Gesetz mit der Nr. 3353 an. Am 13. Mai 1888 unterzeichnete die Regentin Prinzessin Isabella das Gesetz, das vom Kaiserpalast mit großer Anteilnahme der Bevölkerung in Rio de Janeiro verkündet und am 14. Mai 1888 im Diario official veröffentlicht wurde. Die Unterzeichnung war ihr möglich, da zu der Zeit ihr Vater, Kaiser Dom Pedro II. in Europa weilte. Isabella erhielt im Volksmund dafür den Ehrentitel A Redentora („die Erlöserin“) und wurde von Papst Leo XIII. mit einer Goldenen Rose geehrt. 
Mit der Unterzeichnung des Gesetzes war Brasilien das letzte westliche Land, das die Sklaverei abschaffte. Durch das Gesetz wurden rund eine Million Sklaven in die Freiheit entlassen. Der 13. Mai wurde zum Dia do Mulato („Tag des Mulatten“) erklärt und wird noch heute gefeiert. Die Lei Áurea hatte auch Mitauswirkungen auf die 1889 erfolgte Ausrufung der Republik, da sie die Großgrundbesitzer vom Kaisertum entfremdete.